# Break Stuff
Break Stuff é uma canção escrita por Wes Borland, Fred Durst, John Otto e Sam Rivers, gravada pela banda de nu metal Limp Bizkit.
É o quarto single do segundo álbum de estúdio lançado em 1999, Significant Other.

## Video clipe
O vídeo da música retrata Limp Bizkit tocando em uma sala grande, completo com um palco e rampas de skate. Os integrantes da banda são vistos em cenas que não cumprem os respectivos instrumentos e, em algumas cenas, eles aparecem tocando instrumentos uns dos outros. Participações especiais incluem Snoop Dogg, Jonathan Davis, do Korn, Dr. Dre, Eminem, a filha do Eminem - Hailie, Pauly Shore, Seth Green, Flea e Riley Hawk.

## Paradas
| Ano  | Parada                     | Posição |
| ---- | -------------------------- | ------- |
| 2000 | Hot Mainstream Rock Tracks | 19      |
| 2000 | Alternative Songs          | 14      |